# Campeonato Finlandês de Futebol Feminino
Campeonato Finlandês de Futebol Feminino ou Kansallinen Liga é a máxima liga feminina de futebol na Finlândia. Ela foi criada em 1971, e modernizada em 2006. É organizada pela Federação Finlandesa de Futebol.

## Clubes participantes em 20/21
Clubes que participarão da temporada 20/21:
| Clubes                          | Local     | Estádio                           |
| ------------------------------- | --------- | --------------------------------- |
| FC Honka                        | Espoo     | Tapiolan Urheilupuisto            |
| Helsingin Jalkapalloklubi (HJK) | Helsinki  | Telia 5G Arena                    |
| Helsingin Palloseura (HPS)      | Helsinki  | JYA Housing Areena (Paloheinä TN) |
| Ilves                           | Tampere   | Tammela Stadion                   |
| Jyväskylän Pallokerho (JyPK)    | Jyväskylä | Harjun Stadion                    |
| Kuopion Palloseura (KuPS)       | Kuopio    | Savon Sanomat Areena              |
| Pallokerho-35 (PK-35)           | Helsinki  | MagneCit Arena                    |
| PK-35 Vantaa                    | Vantaa    | Myyrmäen jalkapallostadion        |
| Tikkurilan Palloseura (TiPS)    | Vantaa    | Tikkurilan urheilupuisto          |
| Åland United                    | Lemland   | Wiklöf Holding Arena              |

## Lista de Campeãs

### Kansallinen liiga
- 2020 – Åland United
- 2021 – Kuopion Palloseura (KuPS)
- 2022 – Kuopion Palloseura (KuPS)
- 2023 – Kuopion Palloseura (KuPS)
- 2024 – HJK

### Naisten Liiga 2007–2019
- 2007 – FC Honka
- 2008 – FC Honka
- 2009 – Åland United
- 2010 – PK-35 Vantaa
- 2011 – PK-35 Vantaa
- 2012 – PK-35 Vantaa
- 2013 – Åland United
- 2014 – PK-35 Vantaa
- 2015 – PK-35 Vantaa
- 2016 – PK-35 Vantaa
- 2017 – FC Honka
- 2018 – PK-35 Vantaa
- 2019 – HJK Helsinki

### Naisten SM-sarja 1971–2006
- 1971 – HJK Helsinki
- 1972 – HJK Helsinki
- 1973 – HJK Helsinki
- 1974 – HJK Helsinki
- 1975 – HJK Helsinki
- 1976 – Kemin Into
- 1977 – Kemin Into
- 1978 – TPS Turku
- 1979 – HJK Helsinki
- 1980 – HJK Helsinki
- 1981 – HJK Helsinki
- 1982 – Puotinkylän Valtti
- 1983 – Puotinkylän Valtti
- 1984 – HJK Helsinki
- 1985 – Kaunis Nainen Futis
- 1986 – HJK Helsinki
- 1987 – HJK Helsinki
- 1988 – HJK Helsinki
- 1989 – PP-Futis
- 1990 – Helsinki United
- 1991 – HJK Helsinki
- 1992 – HJK Helsinki
- 1993 – Kontulan Urheilijat
- 1994 – Malmin Palloseura
- 1995 – HJK Helsinki
- 1996 – HJK Helsinki
- 1997 – HJK Helsinki
- 1998 – HJK Helsinki
- 1999 – HJK Helsinki
- 2000 – HJK Helsinki
- 2001 – HJK Helsinki
- 2002 – FC United
- 2003 – Malmin Palloseura
- 2004 – FC United
- 2005 – HJK Helsinki
- 2006 – FC Honka